# Sandbien
| Systeem                                     | Serie      | Etage       | Ouderdom (Ma) |
| ------------------------------------------- | ---------- | ----------- | ------------- |
| Siluur                                      | Llandovery | Rhuddanien  | jonger        |
| Ordovicium                                  | Boven      | Hirnantien  | 443,4–445,2   |
| Ordovicium                                  | Boven      | Katien      | 445,2–453,0   |
| Ordovicium                                  | Boven      | Sandbien    | 453,0–458,4   |
| Ordovicium                                  | Middel     | Darriwilien | 458,4–467,3   |
| Ordovicium                                  | Middel     | Dapingien   | 467,3–470,0   |
| Ordovicium                                  | Onder      | Floien      | 470,0–477,7   |
| Ordovicium                                  | Onder      | Tremadocien | 477,7–485,4   |
| Cambrium                                    | Furongien  | 10e etage   | ouder         |
| Indeling van het Ordovicium volgens de ICS. |            |             |               |

Het Sandbien is in de geologische tijdschaal de oudste tijdsnede in het Laat-Ordovicium, in de stratigrafie is het een chronostratigrafische etage. Het Sandbien duurde van 458,4 ± 0,9 tot 453,0 ± 0,7 Ma. Het Sandbien volgt op het Darriwilien en wordt gevolgd door het Katien.

## Naamgeving en definitie

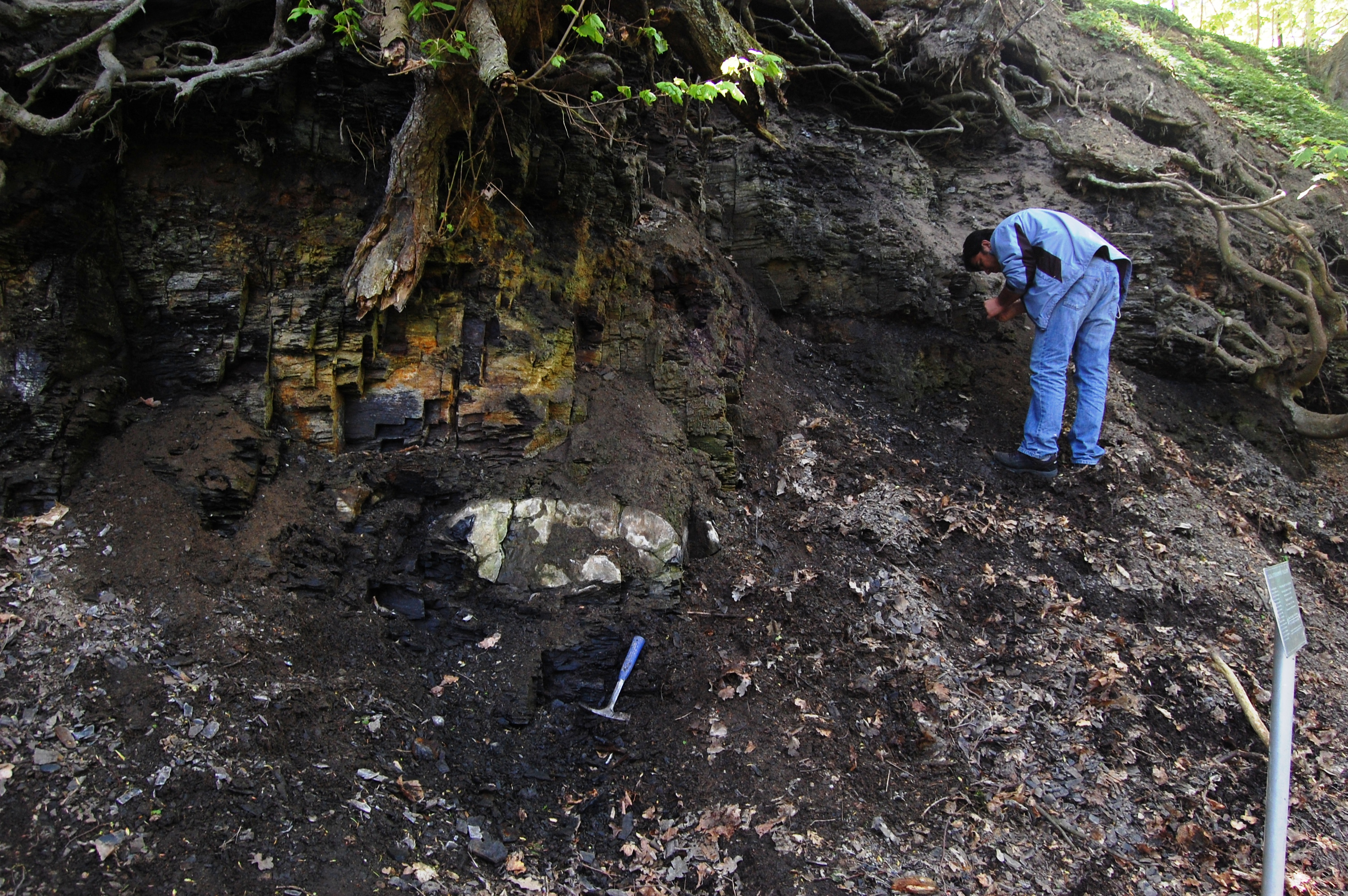
De golden spike-sectie van de basis van het Sandbien in Fågelsångsdalen. De golden spike zelf is niet meer aanwezig, de hamer geeft de plek aan waar de golden spike zou moeten zitten.

Het Sandbien werd in 2006 vastgelegd in de internationale geologische tijdschaal, waarbij de golden spike in het natuurreservaat Fågelsångsdalen bij het gehucht Fågelsång in Skåne (Zuid-Zweden) kwam te liggen. De tijdsnede is genoemd naar de Zweedse plaats Södra Sandby, enkele kilometers ten oosten van Fågelsångsdalen. De basis van de etage ligt bij het eerste voorkomen van de graptoliet Nemagraptus gracilis, de top bij het eerste voorkomen van de graptoliet Diplacanthograptus caudatus.